# Stephansbrücke (Magdeburg)

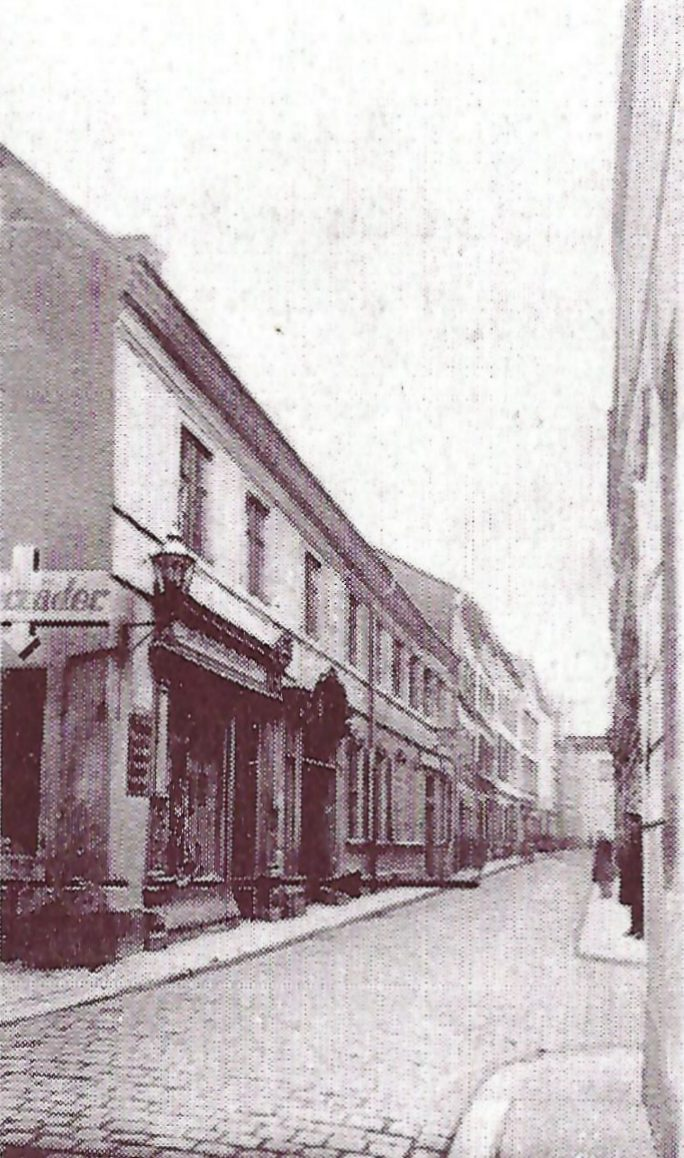
Blick durch die Stephansbrücke nach Süden, links das Haus Stephansbrücke 15, rechts die Einmündung der Kleinen Marktstraße

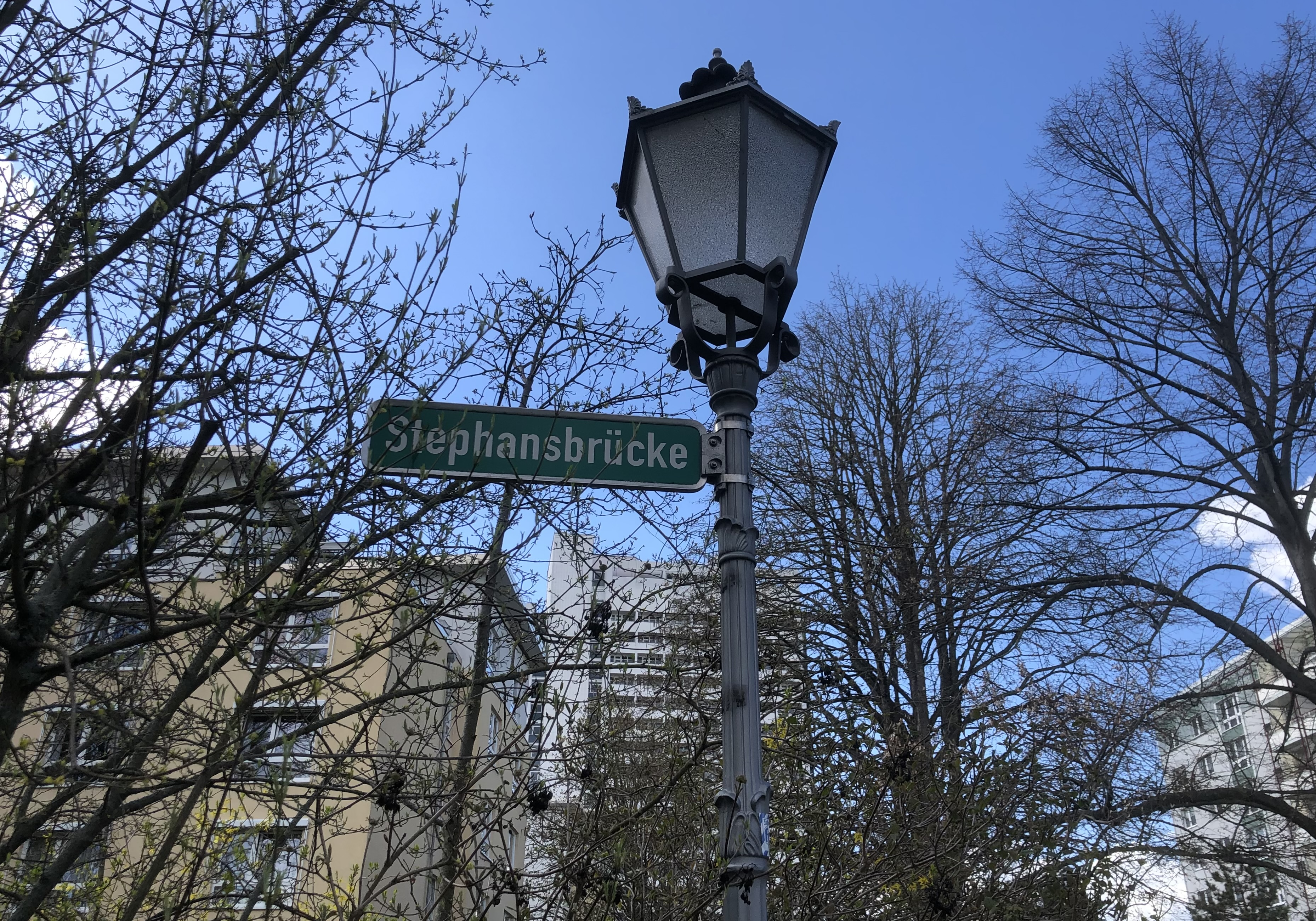
Straßenschild, 2023

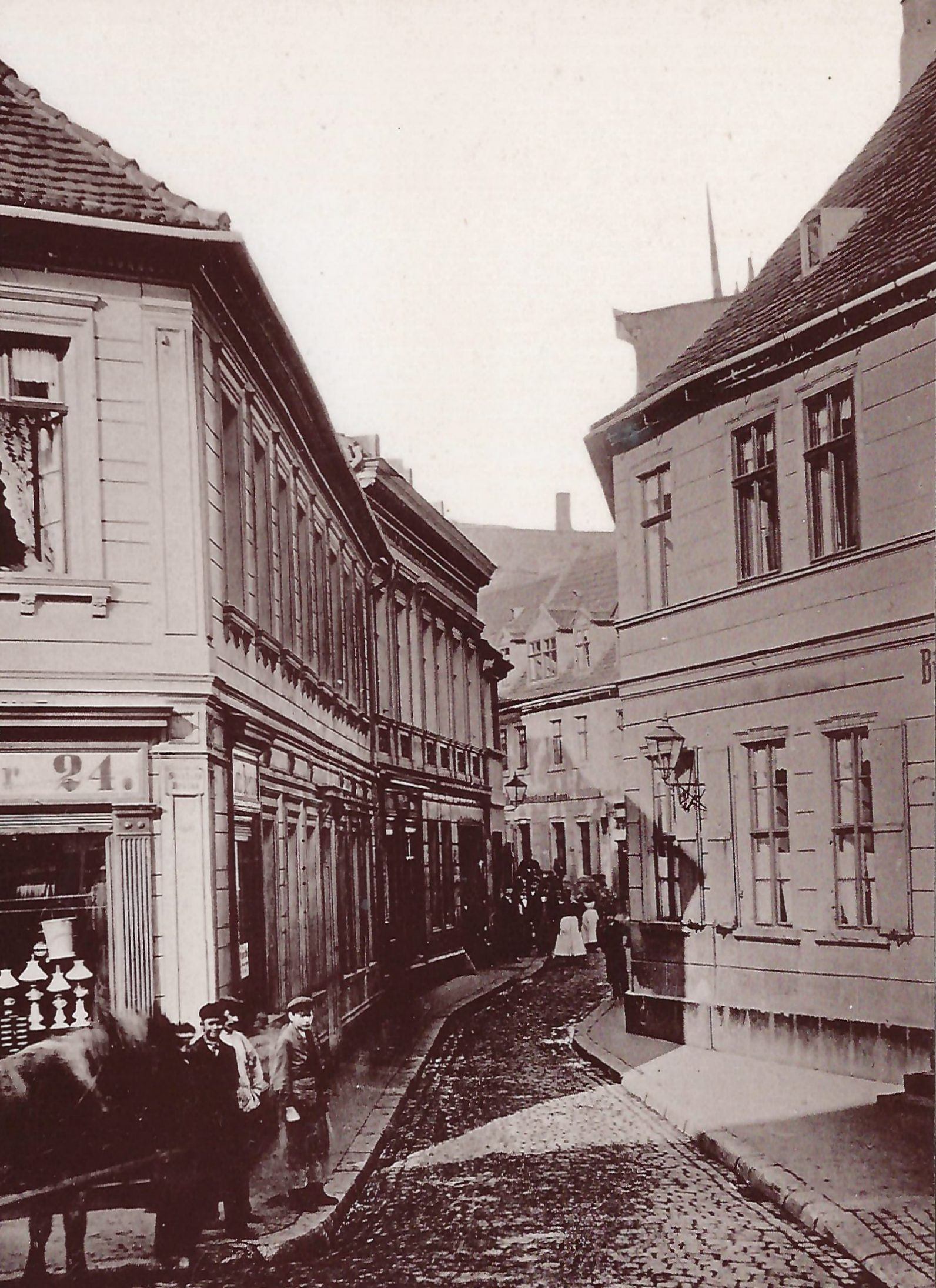
Blick am nördlichen Ende der Stephansbrücke nach Westen in die Peterstraße, links das Eckhaus Zu den zwei Tauben (Stephansbrücke 24)

Die Stephansbrücke ist ein Weg in Magdeburg im heutigen Sachsen-Anhalt. Nach Zerstörungen im Zweiten Weltkrieg besteht die ehemalige Straße heute als Parkweg fort.

## Lage und Verlauf
Der Weg befindet sich in der Magdeburger Altstadt. Er verläuft über etwa 350 Meter vom Johanniskirchhof aus nach Norden. Nach Osten fällt das Gelände deutlich in Richtung Elbe ab. Von Osten münden die heute offiziell unbenannten Wege Krummer Berg und Magdalenenberg, von Westen die ebenfalls nicht mehr benannte Große Marktstraße ein. Im nördlichen Teil passiert die Stephansbrücke den Rosengarten. Nördlich hiervon mündet der Petersberg ein, sodann trifft die Stephansbrücke auf die Neustädter Straße.
Heute bestehen an der Stephansbrücke keine Häuser mehr, so dass auch keine Hausnummerierung vorhanden ist. Die historische Hausnummerierung verlief von der Nummer 1 an der südöstlichen Ecke am Johanniskirchhof aufwärts entlang der Ostseite. Nach der Nummer 5 ging nach Nordosten der Krumme Berg ab. Die Nummerierung verlief dann von der Nummer 6 bis zur Nummer 19 weiter auf der Ostseite. Dann mündete der Magdalenenberg ein. Es folgten die Nummern 20 bis 23. An der nordwestlichen Ecke lag die Nummer 24. Dort traf die Stephansbrücke auf den damals noch weiter nach Westen führenden Petersberg, an den sich westlich die Peterstraße anschloss. Die weitere Nummerierung verlief auf der Westseite nach Süden. Nach der Nummer 28 mündete die Große Marktstraße und nach der Nummer 33 die Kleine Marktstraße. Nach Süden hin traf von Westen etwas nach der Nummer 38 die Spiegelbrücke auf die Stephansbrücke. Die Nummer 40 bildete dann die südwestliche Ecke zum Johanniskirchhof.

## Geschichte

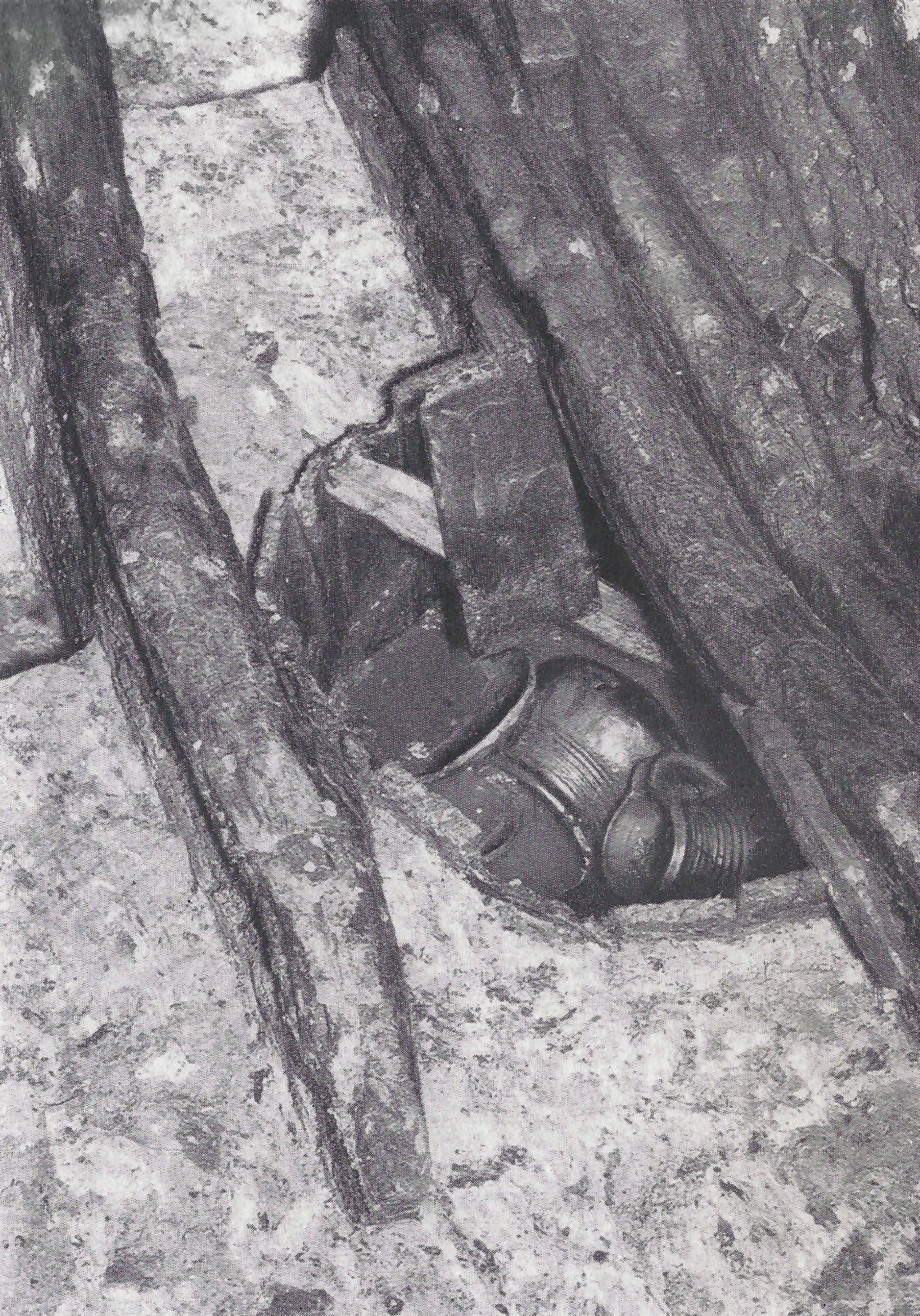
Bei Ausgrabungen gefundener mittelalterlicher Brunnen

Die Stephansbrücke war in der Vergangenheit eine der Hauptstraßen des sogenannten Knattergebirges. Eine erste urkundliche Erwähnung des Namens stammt aus dem Jahr 1523. Er dürfte jedoch deutlich älter sein. Ursprung des Namens war die Stephanskapelle, die sich am südlichen Ende der Straße am Johanniskirchhof neben der Hausnummer 1 befand. Der Namensbestandteil Brücke war in Magdeburg üblich für die ersten im Mittelalter gepflasterten Straßen. Sie hatten in der Mitte der Straße einen mit Steinplatten belegten Bürgersteig. Entgegen anderweitiger Vermutungen ist davon auszugehen, dass die recht lange Straße auf ihrer gesamten Länge den Namen trug. Im südlichsten Teilstück, zwischen Johanniskirchhof und Spiegelbrücke war die Straße jedoch so eng, dass sie als Schling bezeichnet wurde. 1709 ist dort die Ortsbezeichnung Am Schlingenberg der Spiegelbrücke und 1711 Am Schling bei der Spiegelbrücke belegt. Diese enge Stelle wurde später verbreitert.
Es gab, wohl unrichtige, Vermutungen, dass die Stephansbrücke, der ursprüngliche sehr frühe Marktort Magdeburgs gewesen sei. Geprägt war die Straße von Kleidermachern, die hier einen Schwerpunkt der Ansiedlung hatten. So befand sich hier auch das Innungshaus der Schneider (Hausnummer 34). Ende der 1940er Jahre fanden im Bereich der Stephansbrücke archäologische Grabungen statt.
Während des Zweiten Weltkriegs wurde der Bereich stark zerstört. 1952 fanden zunächst an der Ecke zum Johanniskirchhof archäologische Grabungen statt. Später wurde auf der Straße selbst gegraben. Um einer Vermutung des Heimatforschers Werner Priegnitz nachzugehen, der zwischen den Grundstücken 11/12 und 37/38 den Verlauf einer alten Stadtmauer vermutete, wurde auch dort eine Grabung angesetzt, die jedoch keine Hinweise auf eine Mauer oder ein Tor ergab. In der Tiefe von 1,40 Meter und 1,70 Meter fand man Pflasterungen. Das tiefere Pflaster wurde auf das 13. Jahrhundert datiert. Außerdem wurde ein kurzes ebenfalls etwa aus dem 13. Jahrhundert stammendes bronzenes Rohrstück gefunden. Es ist mit einem Gesicht verziert. In einer Tiefe von zwei Metern fand sich schließlich eine Pflasterung des 12. Jahrhunderts, darunter Keramik des 11. Jahrhunderts sowie Scherben der jüngeren Bronze- und frühen Eisenzeit. Funde aus der dazwischen liegenden Zeit der Völkerwanderung um das Jahr 500 fehlten jedoch.
In der Zeit der DDR wurde die Straße nicht wieder aufgebaut. Zum Teil wurde sie von einem Wohnblock in Plattenbauweise überbaut. In Teilen wurde sie unbebaut Teil des Grünzuges, der sich entlang des Schleinufers zieht. Allerdings wurde an der Stelle der Straße ein Parkweg angelegt, der in gleicher Richtung verläuft. Im mittleren und nördlichen Teil der Straße verlief die historische Stephansbrücke allerdings etwas weiter westlich bzw. in nordwestlicher Richtung. Der moderne Verlauf führt etwas weiter nach Norden und somit in diesem Bereich ein wenig östlich des historischen Verlaufs.
Der Name Stephansbrücke wurde jedoch ersatzlos aufgegeben, obwohl der Straßenverlauf weiter als öffentlicher Weg in Nutzung blieb. Im Jahr 2004 gab es eine Initiative der Ratsfraktion Bündnis 90/Die Grünen zur Wiederbenennung mehrerer historischer Wegebeziehungen, darunter auch der Stephansbrücke. Der Stadtrat beschloss daraufhin am 12. Mai 2005 die Wiederbenennung der Stephansbrücke.

## Sage
Das Haus Zur goldenen Sonne (Stephansbrücke 25) wird in der Sage Der diebische Rabe erwähnt, in dem ein Rabe im benachbarten Knochenhauerufer einen Goldschmuck stiehlt.

## Historische Häuser der Stephansbrücke
| Hausnummer | Name                            | Bemerkungen | Gewerbliche Nutzung vor der Zerstörung  | Bild                                 |
| ---------- | ------------------------------- | --- | --------------------------------------- | ------------------------------------ |
| 1          |                                 | 1631 gehörte das Haus Hans Friedrich. Er wurde auch 1651 als Eigentümer des, inzwischen jedoch, wohl infolge der Zerstörung Magdeburgs im Jahr 1631 wüsten Grundstücks geführt. Im Jahr 1683 gehörte das Haus dem Laboranten und späteren Leibarzt Georg Meuder. Nach seinem Tod war 1700 der Arzt Dr. Ernst Peter Meuder Eigentümer. Von ihm erwarb es 1711 für 800 Taler der Musikus Johann Heinrich Rießwig. Rießwig verkaufte 1724 für 775 Taler an Dr. Johann Dehne. In den 1820er Jahren lebte der Arzt Friedrich August Neide und seine Frau, die bekannte Krankenschwester Maria Neide, im Haus. |                                         |                                      |
| 2          |                                 | Im Jahr 1631 gehörte das Haus Dr. Zacharias Keck, 1651 dann der Witwe von Paul Albrecht. 1661 und 1666 wurden die Erben von Magdalene Keck als Eigentümer geführt. 1683 gehörte es den Erben von Mathias Wiese. Sie veräußerten die Stätte 1690 für 120 Taler an die Johannisgemeinde. Im Jahr 1709 war dann Lic. Christoph Breitsprache Eigentümer des neuen Hauses. 1715 verkaufte es seine Witwe für 1850 Taler an Dr. Johann Dehne, dem es bis 1749 gehörte. 1952 erfolgten archäologische Grabungen. |                                         |                                      |
| 3          | Zum steinernen Beil             | 1631 gehörte das Haus den Erben des Ratsmaurermeisters Thomas Herre (auch Herden). 1659 verkauften die Erben die Stätte für 65 Taler an den Zimmermann und späteren Ratszimmermeister Christoph Burchard. Seine Erben veräußerten das Gebäude 1694 dann für 320 Taler an die Erben des Ratszimmermeisters Mathias Burchard. In den Jahren 1706 und 1718 wurde der Schuster Peter Gilly als Eigentümer geführt. |                                         |                                      |
| 4          |                                 | Eigentümer des Hauses waren 1631 und 1651 die Erben des Glasers Georg Kittner. 1683 waren die Eigentümer jedoch unbekannt. Im Jahr 1697 errichtete der Drechsler Johann Jakob Müller auf der Stelle ein Haus, das er 1707 für 330 Taler an den Schlosser Dietrich Trell (auch Drelle) verkaufte. Trell blieb bis 1733 Eigentümer. |                                         |                                      |
| 5          |                                 | 1631 und 1651 gehörte das Haus den Erben des Glasers Georg Kittner. Für 1683 wurde der Eigentümer als unbekannt geführt. 1699 und dann bis 1727 gehörte das Gebäude dem Brunnenmacher Otto Autor Rothe. Bei der Neubebauung des Grundstücks im Jahr 1962 wurde der Rest eines Kugeltopfs aus dem 11. Jahrhundert gefunden. |                                         |                                      |
| 6          |                                 | Die Stätte gehörte 1651 der Witwe des Kürschners Hans Spiegel, die das Grundstück 1680 für 20 Taler an Christian Hartmann verkaufte. Im Jahr 1683 gehörte es der Kämmerei, die 1688 an Christoph Breitsprache verkaufte. Breitsprache verkaufte die Stätte 1691 für 20 Taler an den Maurer Wolf Ebert weiter. Zu diesem Zeitpunkt war die Stätte, möglicherweise noch infolge der Zerstörung der Stadt von 1631, voller Schutt. Ebert verkaufte 1710 das wieder mit einem Haus bebaute Grundstück für 350 Taler an den Tabakspinner Johann Scherl. Seiner Witwe gehörte es noch bis 1721. |                                         |                                      |
| 7          |                                 | 1631 gehörte das Haus den Erben von Paul Griechen. Sie wurden auch noch 1651 als Eigentümer der, dann wohl infolge der Zerstörung Magdeburgs von 1631, wüsten Stätte genannt. 1683 gehörte das Grundstück der Kämmerei, die es 1688 an Christoph Breitsprache verkaufte. Von ihm erwarb es 1691 für 19 Taler der Maurergeselle Hans Müller. Seine Witwe veräußert das Haus 1711 an den Maurergesellen Johann Konrad Schwiesau. |                                         |                                      |
| 8          |                                 | Im Jahr 1631 war Hans Spiegel Eigentümer. Auf ihn folgte sein Sohn, der Kürschner Hans Spiegel. Von ihm erbte es der Kürschner Joachim May, der 1681 die Stätte für 18 Taler an den Schuhflicker Jobst Müller veräußerte. 1691 wurde als Eigentümer Mathias Schlüter geführt. Johann Baldeiron bebaute die Stätte neu. Seine Witwe heiratete den Handwirker Johann Jaubert, der das Haus 1710 für 400 Taler an den Tapetenmacher Johann Paul Brandt verkaufte. 1715 erwarb es von ihm der Tabakspinner Elias Peter Cholet für 480 Taler. |                                         |                                      |
| 9          |                                 | 1631 und 1651 gehörte das Haus dem Schulkollegen Mag. Teder (auch Täger oder Decimator). Auf ihn folgte die Witwe von Heinrich Helmert. Ihr Schwiegersohn, der Organist der Johanniskirche Baltasar Nikolaus Goldmann, bebaute die Fläche im Jahr 1660. In der Zeit bis 1683 erwarb die Witwe des Pastors Dr. Ernst Bake, das Anwesen für 400 Taler. Die Witwe Katharine Nathorst veräußerte das Haus 1715 für 400 Taler an den Messerschmied Christoph Meyer, der es 1719 für 445 Taler an den Hufschmied Johann Giebel verkaufte. |                                         |                                      |
| 10         |                                 | Das Haus war ein Lehn des Klosters Unser Lieben Frauen. Besitzerin war in den Jahren 1631 und 1651 die Witwe von Hans Grashof. Für 1680 ist belegt, dass der Schneider Martin Friedrich Ernst das Haus für 450 Taler an die Witwe von Pastor Bake veräußerte. ihre Erben verkauften 1692 für 360 Taler an den Zimmermann Andreas Schrader, der bis 1725 Besitzer blieb. |                                         |                                      |
| 11         |                                 | 1631 gehörte das Haus Paul Lüderwald, der auch noch 1651 als Eigentümer, der dann allerdings als wüst, wohl infolge der Zerstörung Magdeburgs von 1631, beschriebenen Stätte, war. 1672 gehörte das Häuschen der Witwe des Fähnrichs Johann Kurd, 1683 dann ihren Erben. Im jahr 1691 verkauften die Geschwister Ericke das Haus an Konstabel Hans Wollust, der es 1693 an Anton Charles für 230 Taler verkaufte. |                                         |                                      |
| 12         |                                 | Das Grundstück war mit einem Backhaus bebaut und gehörte 1631 Bartel Borchard. Er bebaute das Grundstück in der Zeit vor 1651 neu und war auch 1656 noch Eigentümer. Auf ihn folgte Paul Lüderwald. Im Jahr 1683 gehörte es dem Bäcker Hans Ulrich. Ulrich veräußerte das Haus für 250 Taler im Jahr 1691 an den Bäcker Lorenz Strecke. 1701 gehörte es dem Bäcker Johann Weißheit, der bis 1740 Eigentümer blieb. |                                         |                                      |
| 13         | Zum Taubenbaum                  | Im Jahr 1631 war Hans Bartels Eigentümer. 1642 veräußerte seine Witwe die Stätte an ihren Schwiegersohn, den Cracauer Pfarrer Wiegand Prätorius, der es noch im gleichen Jahr an den Marketender Hans Habe verkaufte. Von ihm erwarb es 1656 der Fuhrmann Stephan Kampehl für 65 Taler. Er bebaute das Grundstück bis zum Jahr 1663. 1683 war dann der Fleischer und Koch Joachim Thielemann Eigentümer des Hauses. Für 250 Taler erwarb es von ihm 1693 Christoph Breitsprache, der zuletzt 1703 erwähnt wurde. Im Jahr 1714 gehörte es dem Laboranten August König. 1715 veräußerte es der Kammersekretär Christian Schartau für 800 Taler an den tapezier Johann Paul Brand, der bis 1756 Eigentümer blieb. |                                         |                                      |
| 14         |                                 | 1631 standen auf dem Grundstück zwei Häuser. Sie gehörten Henning Bilkroß und Georg Scherping. Beide waren auch noch 1651 Eigentümer. Die Grundstücke waren zu diesem Zeitpunkt jedoch, wohl infolge der Zerstörung der Stadt im Jahr 1651, wüst. Im Jahr 1674 gehörte ein dann hier bestehendes Haus dem Zimmerergesellen Hans Hanschmann, der es 1689 für 100 Taler an den Maurergesellen Wolf Baumgarten. Seine Erben veräußerten es 1703 für 125 Taler an Hans Georg Stöhr. Nach ihm gehörte es Dorothee Wehlig, die bis 1761 Eigentümerin blieb. |                                         |                                      |
| 15         |                                 | siehe Stephansbrücke 15 |                                         | Stephansbrücke 15                    |
| 16         | Zum grünen Aprikosenbaum        | Zunächst trug das Brauhaus den namen Zum bunten Füllen, später dann Zum grünen Aprikosenbaum. In der Zeit vor 1631 gehörte es Hermann Olvenstedt, 1631 dann Johann Wittenborn. Im Jahr 1652 verkaufte Daniel Wolter seinen hälftigen Anteil an Stephan Lentke. Die andere Hälfte erwarb Lentke 1664 für 50 Taler von der Witwe Wittenborns. 1666 veräußerte es Lentke für 412 Taler an die Witwe des Schiffers Joachim Wilke. Sie verkaufte 1679 für 400 Taler an den Schneider Adam Meyer. Er bebaute die Fläche und wurde zuletzt 1688 erwähnt. 1707 verkauften es seine Erben an den Schneider Johann Meyer für 2000 Taler. Er blieb bis 1741 Eigentümer. 1823 gehörte das Haus der Witwe Buch. 1944/1945 war der Rentner C. Heinze Eigentümer. Der Hausstein Zum grünen Aprikosenbaum befand sich noch in den 1930er Jahren auf dem Hof des Hauses. Außerdem befand sich am Haus auch der Stein des benachbarten Hauses Zu den drei Ziegeln (Nummer 17). Nach 1945 ist der Verbleib des Steins unbekannt. Vermutlich wurde er zerstört.                                                                       | *Lackgroßhandlung Hesse & Fritze        | Hauszeichen Zum grünen Aprikosenbaum |
| 17         | Zu den drei Ziegeln             | Zu dem Brauhaus gehörte auch eine Bude am Katzensteg. In den Jahren 1631 und 1651 gehörte es Andreas Götze (auch Götsche oder Gösecke). 1652 wurde als Eigentümer, des als wüst bezeichneten Grundstücks, Georg Götze geführt. Der Schneider Hans Sievert war dann 1667 und 1690 Eigentümer eines hier befindlichen Hauses. Seine Witwe vererbte es 1693 an Katharine Sievert. 1707 war dann Thomas Wäger Eigentümer. Er erwarb den Magdalenenberg 1 hinzu und blieb bis 1742 Eigentümer. In der Zeit um 1823 gehörte das Grundstück der Witwe Buch, der auch das Nachbarhaus Nummer 16 gehörte. Auch 1942/1943 waren die Grundstücke noch vereint und gehörten dem Rentner C. Heinze. Der Hausstein zeigte in einem Wappenschild auch drei Mauersteine. Er befand sich in den 1930er Jahren am Nachbarhaus Nummer 16 und konnte nach 1945 nicht mehr aufgefunden werden. In den 1930er Jahren lebten Agnes Platzer, geborene Löwenthal, und Minna Platzer im Haus. Sie wurden während der nationalsozialistischen Gewaltherrschaft deportiert und ermordet.                                                      | Hans Hobohm - Klavierbauer und Stimmer. | Stolpersteine                        |
| 18         |                                 | Das Backhaus war ein Lehn des Klosters Unser Lieben Frauen. In der Zeit vor 1631 war einer Balike Besitzer, 1631 und 1651 wurde Hans Balke als Besitzer geführt. Der veräußerte die Stätte an den Bäcker und Fleischer Andreas Fischer, Er bebaute das Grundstück 1680 neu, verstarb jedoch 1682. Seine Witwe veräußerte das Grundstück gemeinsam mit der benachbarten Hausnummer 19 im Jahr 1719 für 2670 Taler an die Witwe des Fleischers Valentin Brüggemann. Sie veräußerte beide Grundstücke dann 1720 für 1600 Taler an ihren Sohn, den Bäcker Adam Mack. |                                         |                                      |
| 19         |                                 | In den Jahren 1631 und 1651 war Johann Köhns Eigentümer. 1666 veräußerte seine Tochter die Stätte für 38 Taler an Andreas Fischer. Der vereinigte das Grundstück mit der benachbarten Nummer 18, auf der ein Backhaus stand (siehe dort). Noch in den 1930er Jahren wurde die Nummer 19 als Bäckerei genutzt. |                                         |                                      |
| 20         | Zum kleinen Dom                 | 1631 gehörte das Brauhaus David Stiebeler, 1648 dann Joachim Klüzing (auch Glietzing). Im Jahr 1652 verkaufte er die Stätte für 295 Taler an den Fleischer Hans Kurt. Er bebaute das Grundstück 1653 neu, starb jedoch in der Zeit bis 1663. 1673 war Gertrud Kurt Eigentümer, 1683 Martin Cord, 1688 dann Peter Stettin. Auf ihn folgte Johann Jakob Weidling, bis 1751 war nach ihm Magdalene Elisabeth Schünemann Eigentümerin. In der Zeit um 1823 war Christian Friedrich Aßmann Eigentümer Er betrieb hier eine Lederfabrik. 1942/1943 gehörte es dem Schönebecker Kaufmann W. Seidel. Der Hausstein zeigte ein Abbild des Magdeburger Doms. Er wurde nach 1946 vom Bergungsteam um Werner Priegnitz geborgen, war jedoch in zwei Teile gebrochen. Außerdem fehlten die Domtürme. Die Steinfragmente wurden eingelagert. Der Name des Hauses soll auch auf eine erhöhte Lage des Hauses zurückgehen. |                                         |                                      |
| 21         | Zum roten (oder braunen) Hirsch | Der Name Hirsch wird zum Teil auch fälschlich als Herz wiedergegeben. Das Grundstück war ein Lehn des Klosters Unser Lieben Frauen. In der Zeit vor 1631 gehörte es Heinrich Bornemann, 1631 dem Ratsmüller Joachim Schmidt. Schmidt veräußerte die Stätte für 52 Taler im Jahr 1652 an den Braumeister Georg Kraut, der es für 72 Taler 1661 an den Kaufschneider Nikolaus Rüdiger weiterverkaufte. Rüdiger bebaute das Grundstück neu. In den Jahren 1679 und 1683 wurde der Kantor Johann Scheffler als Eigentümer geführt, 1692 dann Peter Stettin. 1699 gehörte es der Witwe von Thomas Hermes. Der Stadtbote David Esaias Siebenhaar war 1720 und 1732 Eigentümer. |                                         |                                      |
| 22         | Zum blauen Karpfen              | Der Name des Brauhauses lautete zunächst Zum schwarzen Löwen und dann Zu den drei Rosen. 1631 und 1651 gehörte es dem Schlosser Andreas Lechel. Es gehörte dann seiner Witwe, die Hermann Kunkel geheiratet hatte. Sie veräußerte die Stätte im Jahr 1659 für 170 Taler. an den Schulkantor Johann Scheffler. Scheffler trat die Fläche 1660 an Nikolaus Rüdiger ab. Er bebaute das Grundstück 1663 neu. Zuletzt wurde er 1666 erwähnt. Kantor Scheffler war dann 1679 wieder Eigentümer, 1688 seine Witwe. Sein Schwiegersohn, der Handelsmann Johann Martens veräußerte das Gebäude 1692 für 1645 Taler an den FischerBendix Schmidt. Seit 1692 trug das Haus den Namen Zum blauen Karpfen. Bendix Erben verkauften 1699 für 2000 Taler an David Esaias Siebenhaar, dem zumindest später auch das Nachbarhaus Nummer 21 gehörte. Er blieb bis 1732 Eigentümer. |                                         |                                      |
| 23         | Zum Brocken                     | Der auf den Berg Brocken verweisende Name ist für das Haus schon aus dem Jahr 1424 als de Brockenberch überliefert. In diesem Jahr gab das Maria-Magdalenen-Kloster das Haus und das dazugehörige Braugerät an die Eheleute Jacob und Jutta Kegel. Der Name geht wohl auf einen etwas erhöhten Standort des Hauses zurück. Es ist eine der frühesten Erwähnungen dieses Namens für den Berg überhaupt. 1438 erwarb Drewes Herwest vom durch einen Vormund vertretenen Sohn Jacob Kegels das Gebäude samt Braugerät, wobei Dreweses Herwest, seine Frau Grete und die Kinder Cort, Mette und Katharine einen jährlichen Zins von fünf Vierdingen Magdeburger Währung zu zahlen hatten. 1631 gehörte das Brauhaus Heinrich Wernhard (auch Werdenhart). Seine Witwe vererbte die Stätte an den Brauer Hans Schmidt, der sie 1637 wieder bebaute. 1656 verkaufte er das Haus für 1300 Taler an den Kämmereischreiber Otto Kühnemann. In den Jahren 1679 und 1688 wurde der Pastor Johann Joachim Niemann als Eigentümer geführt. 1720 veräußerte es seine Witwe für 2165 Taler an den Chirurgen Johann Jakob Schmidt. |                                         |                                      |
| 24         | Zu den zwei Tauben              | siehe Hauptartikel |                                         | Stephansbrücke 24                    |
| 25         | Zur goldenen Sonne              | Das Brauhaus wurde nach der Zerstörung der Stadt im Jahr 1631 im Jahr 1637 wieder aufgebaut. 1648 und 1651 war die Witwe von Lorenz Heise Eigentümerin, 1652 und 1655 dann Hans Müller. In den Jahren 1674 und 1683 gehörte es dem Maurer Hans Zephal (auch Zeiffel), 1688 dann dem Buchführer Johann Lüderwald. 1697 verkaufte seine Witwe das Gebäude für 1000 Taler an den Brauer Johann Schmidt, dem es bis 1731 gehörte. Im Jahr 1770 erwarb Jean Simon Bonte der Ältere das Haus für seinen Sohn Isaac. Isaac Bonte betrieb hier eine Brauerei, Ölmühle und Brennerei. Den Betrieb im Haus übernahm 1832 sein gleichnamiger Sohn. Bei einem Abbruch des alten Hauses wurde der Hausstein in der Zeit um 1906/1907 im Kaiser-Friedrich-Museum eingelagert. Noch bis zur Zerstörung 1945 bildete das Haus mit dem Nachbargrundstück Nummer 24 eine Einheit. Eine von Eberhard Roßdeutscher angefertigte Kopie des Hauszeichens von 1697, auf dem auf Johann Schmidt verwiesen wird, befindet sich in der Hauszeichenwand am Alten Markt 12, 13. Das Haus wird in der Sage Der diebische Rabe erwähnt.         | *Seifenhandlung Dölle                   | Kopie des Hauszeichens               |
| 26         | Zum roten (oder bunten) Hahn    | Das Haus war ein Lehn des Klosters Unser Lieben Frauen. In der Zeit vor 1631 war Thomas Meinicke Besitzer, 1631 dann Johann Andreas. 1650 gehörte es Günther Meyer, der die Stätte für 45 Taler an Bartel Kraut veräußerte. 1683 gehörte das Haus dann dem Braumeister Jakob Kraut. Er verkaufte es 1697 für 200 Taler an den Tischler Georg Peter Schmidt, von dem es 1699 der Schlosser Josua Robert für 245 Taler erwarb. Seine Witwe war 1716 Eigentümerin. |                                         |                                      |
| 27         |                                 | Möglicherweise gehörte das Haus 1631 Martin Wolf. Die Witwe von Heinrich Bernd veräußerte die Stätte 1650 für 16 Taler an den Braumeister Joachim Lilie. Er bebaute das Grundstück 1651 neu. 1683 war Braumeister Christoph Lilie Eigentümer des Hauses. Im Jahr 1716 veräußerten es seine Erben für 190 Taler an den Schuster David Zimmermann (auch David Charpentier). Eine andere Angabe nennen als Eigentümer bis 1719 Christoph Meyer, der die Witwe Lilies geheiratet hatte. In der Zeit von 1719 bis 1747 gehörte es Johann Giebel. |                                         |                                      |
| 28         | Zur krummen Ecke                | Das Haus ragte über die Fluchtlinie in die Straße hinein. 1631 gehörte es Balzer Lüderwald. Er war auch noch 1651 Eigentümer, zu diesem Zeitpunkt wurde das Grundstück, vermutlich infolge der Zerstörung der Stadt von 1631, als wüst bezeichnet. Dann gehörte das Haus dem Brauer Hans Reichert, dem auch das benachbarte Haus Große Marktstraße 12 gehörte. 1683 war seine Witwe Eigentümerin. Sie heiratete den Brauer Achaz Georg Henning, der das Haus für 1450 Taler 1687 an den Lohgerber Hans Starke verkaufte, der bis 1750 Eigentümer blieb. Aufgrund seiner ungünstigen Lage, wurde das Haus abgerissen, so dass in den 1930er Jahren die Hausnummer 28 nicht mehr bestand. |                                         |                                      |
| 29         |                                 | 1631 gehörte das Haus der Witwe von Karsten Hever. Auf sie folgte die Witwe von Christoph Nies, danach der Kalkant Henning Dieterich. Ihm folgte sein Sohn Joachim Dieterich, von dem Katharine Schröder. Sie veräußerte das Haus 1685 für 70 Taler an den Braumeister Joachim Kausche. 1714 verkaufte seine Witwe an die Ehefrau von Friedrich Eichholz, die schon 1715 es für 195 Taler an den Arbeiter Georg Schubbert verkaufte, der bis 1745 Eigentümer blieb. |                                         |                                      |
| 30         |                                 | Im Jahr 1631 gehörte das Haus Johann Wiese, auf ihn folgte die Witwe von Christoph Niese. und Henning Dieterich. 1680 veräußerte Joachim Dieterich das Haus für 65 Taler an den Schiffsknecht Martin Rörich. Seine Witwe heiratete den Tuchmacher Christoph Preuß, der 1683 als Eigentümer geführt wurde. 1706 verkaufte seine Ehefrau das abgebrannte Haus für 20 Taler an den Maurer Christian Sünderhof, dem das dann neue Haus bis 1731 gehörte. |                                         |                                      |
| 31         | Zum Berge Zion                  | Der Name geht wohl auf Pastor Prätorius zurück, dem das Haus zeitweise gehörte. Der Name wurde aber nur in einem Zinsregister des Klosters Unser Lieben Frauen verwandt. Vermutlich nahm der Name Bezug auf einen etwas erhöhten Standort des Hauses. In der Zeit vor 1631 gehörte das Haus dem Pfarrer der Petrikirche, Elias Pomarius. 1631 und 1651 waren seine Erben eingetragen, 1680 Heinrich Peikel. Im Jahr 1683 war der Eigentümer unbekannt, danach gehörte das Grundstück Andreas Pechau. 1693 veräußerte Christoph Breitsprache die Stätte für 24 Taler an den Innungsboten Christian Gast. Gast bebaute die Fläche. Er wurde zuletzt 1697 erwähnt. Das Haus gehörte 1702 dem Fleischer Christian Friedrich, seine Erben veräußerten es 1719 für 500 Taler an Georg Christian Friedrich, der noch bis 1726 Eigentümer blieb. |                                         |                                      |
| 32         |                                 | 1631 und 1651 gehörte das Haus Palm Blut, nach ihm Heinrich Peckel. 1683 war Peckels Witwe Eigentümerin. Ihre Erbin veräußert die Stätte für 30 Taler 1690 an den Schiffmüller Martin Schultze. Er bebaute sie und blieb bis 1721 Eigentümer. |                                         |                                      |
| 33         |                                 | 1631 und 1651 wurde das Gebäude als des Rats Müllerhaus bezeichnet, da es dem Pächter der Ratsmühle gehörte. Zum Grundstück gehörten auch die Häuser Kleine Marktstraße 4 und 5 sowie Große Marktstraße 10 c. 1651 war das Grundstück, wohl infolge der Zerstörung der Stadt 1631, wüst. Als Eigentümer war Heinrich Schumann eingetragen, auf ihn folgte der Müller Heinrich Peikel. 1660 war das Grundstück wieder mit einem Haus bebaut und gehörte Peter Nikolaus Müller (möglicherweise im Sinne von Peter Nikolaus der Müller). Seine Witwe wurde 1683 als Eigentümerin genannt. Die Erben verkauften es 1709 für 500 Taler an den Tischler Jacques Roumane. Er wurde zuletzt 1719 erwähnt. Andere Angaben gehörte das Haus der Witwe von Peter Nickel und danach Christoph Werner. Es folgte bis zum Jahr 1719 Askan Lutteroth. 1719/1720 war der Advokat Johann Georg Gödäus Eigentümer. Nach ihm dann die Frau des Leutnants Mucel. |                                         |                                      |
| 34         | Innungshaus der Schneiderinnung | Das Innungshaus wurde im Jahr 1717 neu errichtet. Das Gebäude Kleine Marktstraße 3 gehörte 1719 als Seitenhaus dazu. 1808 verlor die Innung das Gebäude. |                                         |                                      |
| 35         |                                 | 1631 und 1651 gehörte das Haus Franz Topfmann, nach ihm dann das Hospital St. Gertraud. 1675 verkaufte das Hospital die Stätte für 60 Taler an die Schneiderinnung. Von ihr erwarb es 1692 für 50 Taler an den Schneider Rudolf Heinrich Beischewank, Er bebaute das Grundstück und blieb bis 1735 Eigentümer. |                                         |                                      |
| 36         | Zu den drei Trabanten           | In der Zeit nach 1651 gehörte es Dr. Denhard und dann Johann Kortze. Beide nutzten das Grundstück als Garten. Im jahr 1683 war es Nebengebäude des benachbarten Grundstücks Nummer 37. Diese Nutzung dauerte vermutlich länger an. Später besaß es bis 1734 der Prokurator Johann Friedrich Schröder. Bei der Neubebauung des Grundstücks im Jahr 1962 wurden Reste von Kugeltöpfen aus dem 11. und 12. Jahrhundert gefunden. |                                         |                                      |
| 37         |                                 | Das Brauhaus gehörte 1631 dem Kämmerer Johann Fricke. Er baute das, wohl infolge der Zerstörung der Stadt von 1631 zerstörte Grundstück, wieder auf. Er verstarb 1665. 1683 und 1690 war die Witwe von Lic. Andreas Koch. Zum Grundstück gehörte in dieser Zeit auch das benachbarte Grundstück Nummer 36. 1716 war die Witwe des Bürgermeisters Neufranz Eigentümerin, sie blieb es bis 1726. |                                         |                                      |
| 38         |                                 | 1631 und 1642 gehörte es Franz Schoff, 1648 und 1651 Michael Röber, dem auch das benachbarte Grundstück Spiegelbrücke 16 gehörte. 1652/1653 war seine Witwe Eigentümerin, ihr folgte Tobias Röber. Er veräußerte die Stätte an den Schneider Mathias Schlüter. Schlüter bebaute das Grundstück 1669. Er wurde zuletzt 1683 erwähnt. Seine Erben waren dann 1688 Eigentümer, 1689 bereits der Schwiegersohn, Advokat Alexander Christian von Syborg, der auch 1709 genannt wurde. 1716 gehörte es seiner Witwe, die bis 1743 Eigentümerin blieb. In zweiter Ehe heiratete sie Dr. Nikolaus Schulze. |                                         |                                      |
| 39 (alt)   |                                 | Das Grundstück war nicht identisch mit dem in den 1930er Jahren bestehenden Grundstück Nummer 39, das sich aus Restflächen der alten Grundstücke 39 und 40 sowie Spiegelbrücke 11 und 12 zusammensetzt. Die alte Nummer 39 gehörte 1651 der Witwe von Adam Schröder. Sie veräußerte die Stätte 1663 für 100 Taler an ihren Schwiegersohn, den Honigkuchenbäcker Gabriel Fritzsche. Fritzsche bebaute das Grundstück im Jahr 1666. In der Zeit bis 1683 verkaufte er das Haus an den Bierspünder Christoph Köhling, dessen Söhne es für 300 Taler 1699 an den Tischler Karl Braun veräußerten. Braun wurde zuletzt 1719 erwähnt. 1952 fanden archäologische Grabungen statt. |                                         |                                      |
| 40 (alt)   |                                 | 1631 und auch noch 1666 gehörte das Grundstück Christoph Hirschmann, wobei es 1666 als wüst, wohl infolge der Zerstörung der Stadt von 1631, bezeichnet wurde. Im Jahr 1683 war der Schneider Johann Kalvörder Eigentümer des neu errichteten Hauses. 1706 veräußerten es die Erben von Johann Werkmeister für 258 Taler an Jakob Stahler. Seine Erben blieben bis 1764 Eigentümer. Später ging das Grundstück mit im neuen Grundstück Nummer 39 auf. |                                         |                                      |